# Aotearoa (araña)
Aotearoa magna es una especie de araña araneomorfa de la familia Mecysmaucheniidae. Es el único miembro del género monotípico Aotearoa. Es originaria de Nueva Zelanda en Isla Sur.